# Kathrin Hendrich
Kathrin Hendrich (Eupen, Bélgica; 6 de abril de 1992) es una futbolista alemana. Juega como defensa y su equipo actual es Chicago Stars FC de la National Women's Soccer League de Estados Unidos.

## Clubes
| Club                | País           | Año       |
| ------------------- | -------------- | --------- |
| Bayer 04 Leverkusen | Alemania       | 2009-2014 |
| 1. FFC Frankfurt    | Alemania       | 2014-2018 |
| FC Bayern Múnich    | Alemania       | 2018-2020 |
| VfL Wolfsburgo      | Alemania       | 2020-2025 |
| Chicago Stars FC    | Estados Unidos | 2025-act. |

## Palmarés

### Títulos nacionales
| Título           | Club           | País     | Año     |
| ---------------- | -------------- | -------- | ------- |
| Copa de Alemania | VfL Wolfsburgo | Alemania | 2020-21 |
| Bundesliga       | VfL Wolfsburgo | Alemania | 2021-22 |
| Copa de Alemania | VfL Wolfsburgo | Alemania | 2021-22 |
| Copa de Alemania | VfL Wolfsburgo | Alemania | 2022-23 |

### Títulos internacionales
| Título                    | Equipo                | Sede           | Año  |
| ------------------------- | --------------------- | -------------- | ---- |
| Campeonato Europeo Sub-19 | Selección de Alemania | Italia         | 2011 |
| Copa de Algarve           | Selección de Alemania | Portugal       | 2014 |
| Liga de Campeones         | 1. FFC Frankfurt      | Alemania       | 2015 |
| Juegos Olímpicos          | Selección de Alemania | Río de Janeiro | 2016 |